# Stobîhva, Kamin-Kașîrskîi
Stobîhva (în ucraineană Стобихва) este un sat în comuna Velîkîi Obzîr din raionul Kamin-Kașîrskîi, regiunea Volînia, Ucraina.

## Demografie
Componența lingvistică a localității Stobîhva
     Ucraineană (98,77%)
     Rusă (1,23%)
Conform recensământului din 2001, majoritatea populației localității Stobîhva era vorbitoare de ucraineană (98,77%), existând în minoritate și vorbitori de rusă (1,23%).